# Youssouf Fofana
Youssouf Fofana (nascut el 10 de gener de 1999) és un futbolista professional francès que juga com a migcampista a l'AC Milan Serie A i a la selecció francesa.

## Primers anys
Youssouf Fofana va néixer el 10 de gener de 1999 a París. És d'origen malià i ivorià.

## Carrera de club

### Estrasburg
Fofana va començar la seva carrera amb diverses acadèmies juvenils a París, abans d'incorporar-se a l'acadèmia juvenil d'Estrasburg el 21 de febrer de 2017. Va fer el seu debut com a professional amb l'Estrasburg en una derrota per 2-0 a la Lliga 1 davant el Lió el 24 d'agost de 2018.

### Mònaco
Fofana va jugar el seu darrer partit amb l'Estrasburg el 25 de gener de 2020, una victòria fora de casa per 3-1 contra el Mònaco. Quatre dies després, va ser fitxat pel Mònaco per 15 euros million, i va debutar l'1 de febrer, jugant 71 minuts d'una derrota per 3-1 fora de casa davant el Nimes. El 25 de novembre de 2021, Fofana va marcar el seu primer gol amb el Mònaco, el gol de la victòria en la victòria de la UEFA Europa League per 2-1 a casa davant la Reial Societat. Va marcar el seu primer gol a la lliga amb el club en una derrota a casa per 4-2 davant el Troyes el 31 d'agost de 2022.

### AC Milan
El 17 d'agost de 2024, Fofana va completar el seu pas al club de la Sèrie A AC Milan, signant un contracte de quatre anys fins al 30 de juny de 2028. Va triar el kit número 29.
El 14 de setembre de 2024, el Milan va guanyar per 4-0 contra el Genoa a la Sèrie A. El segon gol, un cop de cap després del llançament de córner, s'havia atribuït inicialment a Matteo Gabbia abans que Fofana s'acredités el gol després d'una revisió.

## Carrera internacional
Fofana va ser internacional juvenil de França des del nivell sub-19 fins al nivell sub-21.
El 15 de setembre de 2022, Fofana va rebre la seva primera convocatòria a la selecció francesa per a dos partits de la UEFA Nations League contra Àustria i Dinamarca. Al novembre, va ser convocat per a la Copa del Món de la FIFA 2022 a Qatar per Didier Deschamps. Al torneig, va jugar en sis dels set partits de França, començant els contra Tunísia a la fase de grups (perda per 1-0) i el Marroc a les semifinals (victòria per 2-0). A la final contra l'Argentina del 18 de desembre, Fofana va entrar com a substitut al minut 96 en la pròrroga d'Adrien Rabiot. El partit va acabar amb un marcador de 3–3, i l'Argentina va sortir victoriosa als penals.
El 18 de novembre de 2023, Fofana va marcar el seu primer gol amb França, el setè gol d'una victòria per 14-0 contra Gibraltar a la classificació per a la UEFA Euro 2024. En el següent partit contra Grècia, va marcar un gol des de vint-i-cinc metres en un empat 2-2.

## Estil de joc
Fofana sol jugar com a migcampista de caixa a caixa amb funcions principalment defensives. Les seves principals qualitats són la seva força física, la seva resistència i la capacitat de pressionar els oponents per recuperar la possessió de la pilota.

## Palmarès
Estrasburg
- Copa de la Lliga: 2018–19[24]

Mònaco
- Subcampió de la Copa de França: 2020–21[25]

Milan
- Supercopa italiana: 2024[26]

França
- Subcampió de la Copa del Món de la FIFA: 2022[27]